# Dreifaltigkeitskirche (Stetten)

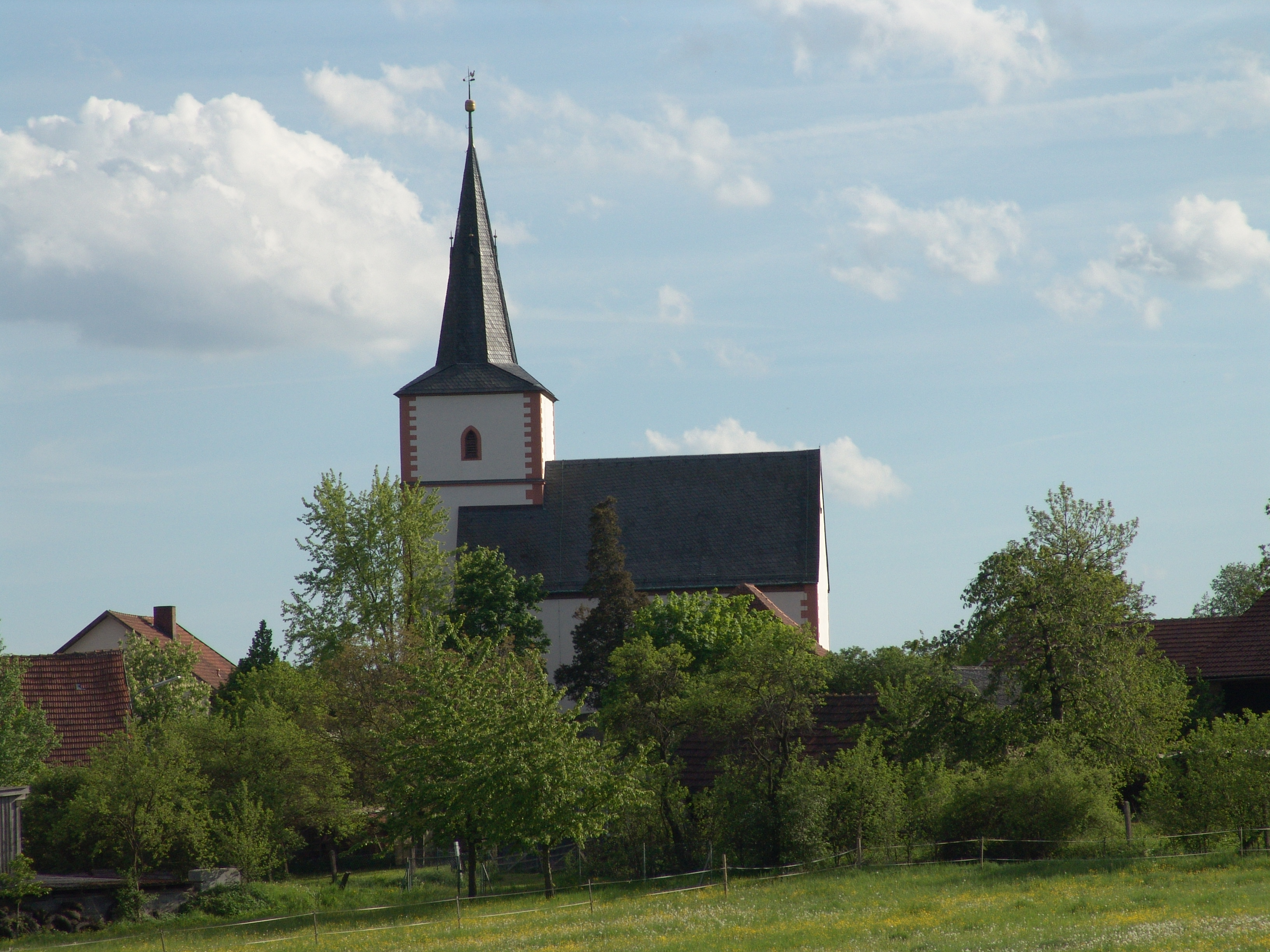
Die Dreifaltigkeitskirche in Stetten

Die evangelisch-lutherische Dreifaltigkeitskirche ist die Dorfkirche von Stetten, einem Ortsteil von Sondheim vor der Rhön im unterfränkischen Landkreis Rhön-Grabfeld. Die Kirche gehört zu den Baudenkmälern von Sondheim vor der Rhön und ist unter der Nummer D-6-73-167-14 in der Bayerischen Denkmalliste registriert. Stetten ist ein Teil der Pfarrei Sondheim vor der Rhön-Stetten-Fladungen im Dekanat Bad Neustadt an der Saale.

## Geschichte
Der Kirchturm wurde im 15. Jahrhundert erbaut. Das Langhaus entstand in den Jahren 1650 bis 1652.

## Beschreibung
Der Kirchturm steht als Chorturm im Osten. Er hat einen spitzen Helm und kleine spitzbogige Schallfenster. Das Langhaus mit Satteldach ist an der Nord- und Südseite nahezu fensterlos. An der Südseite befinden sich zwei große Fenster, ein überdachtes Portal mit dreieckigem Giebelfeld und dem sächsischen Wappen sowie zwei kleine Fenster übereinander. Die Fenster von Langhaus und Chorraum sind überwiegend spitzbogig mit Maßwerk.

## Ausstattung
Die Kanzel und der Taufstein stammen aus der Bauzeit. Die zweigeschossige Empore im Langhaus nimmt die westliche und die nördliche Wand ein. Die Orgelempore ist in den Chorraum eingebaut. Unter ihr befindet sich die Herrschaftsloge. Die Kirche besitzt ein Ölgemälde des sächsischen Herzogs Wilhelm IV. von 1662.

## Geläut
Die Kirche hat vier Glocken, die im Parsifal-Motiv erklingen. Eine Besonderheit ist die Aufhängung der kleinsten Glocke in einem separaten Glockenstuhl quer zur Schwungrichtung der drei größeren Glocken.
| Nr. | Schlagton | Inschrift                                       | Gussjahr | Gießer                                              |
| --- | --------- | ----------------------------------------------- | -------- | --------------------------------------------------- |
| 1   | fis″      | nur Nennung des Gießers                         | 1950     | Karl Czudnochowsky Lorenz Klaus Nachf. Heidingsfeld |
| 2   | a′        | nur Nennung des Gießers                         | 1950     | Karl Czudnochowsky Lorenz Klaus Nachf. Heidingsfeld |
| 3   | h′        | Ich bin bei euch alle Tage bis an der Welt Ende | 1950     | Karl Czudnochowsky Lorenz Klaus Nachf. Heidingsfeld |
| 4   | d″        |                                                 | 1922     | Franz Schilling & Söhne Apolda                      |